# Toširó Mifune
Toširó Mifune (japonsky: 三船 敏郎, Mifune Toširó; 1. dubna 1920 – 24. prosince 1997) byl japonský herec, který hrál ve skoro 170 filmech a to nejen japonských, ale i v mezinárodních projektech jako byly např. Rudé slunce (Red Sun, 1971), Bitva o Midway (Midway, 1976) nebo minisérie Šógun alias Zajatec japonských ostrovů (Shogun, 1980).
Byl dlouholetým spolupracovníkem slavného japonského režiséra Akiry Kurosawy – hrál např. v jeho filmech Sedm samurajů, Jódžinbó, Sandžúró, Rašómon, které velmi ovlivnily západní kinematografii.

## Filmografie
Neúplná filmografie
- 1948 Opilý anděl - režie Akira Kurosawa
- 1949 Toulavý pes - režie Akira Kurosawa
- 1950 Rašómon - režie Akira Kurosawa
- 1951 Idiot - režie Akira Kurosawa
- 1954 Sedm samurajů - režie Akira Kurosawa
- 1957 Krvavý trůn - režie Akira Kurosawa
- 1958 Tři zločinci ve skryté pevnosti - režie Akira Kurosawa
- 1960 Zlý chlap spí dobře - režie Akira Kurosawa
- 1961 Jódžinbó také Tělesná stráž - režie Akira Kurosawa
- 1962 Sandžúró - režie Akira Kurosawa
- 1965 Samuraj - režie Kihači Okamoto
- 1965 Rudovous - režie Akira Kurosawa
- 1966 Zběsilost - režie Kihači Okamoto
- 1967 Vzpoura - režie Masaki Kobajaši
- 1969 Rudá hříva - režie Kihači Okamoto
- 1971 Krvavé slunce - režie Terence Young
- 1975 Bitva o Midway - režie Jack Smight
- 1979 Zimní zabíjení - režie William Richart
- 1979 1941 - režie Steven Spielberg
- 1981 Šógun - režie Jerry London